# 상대 일본어

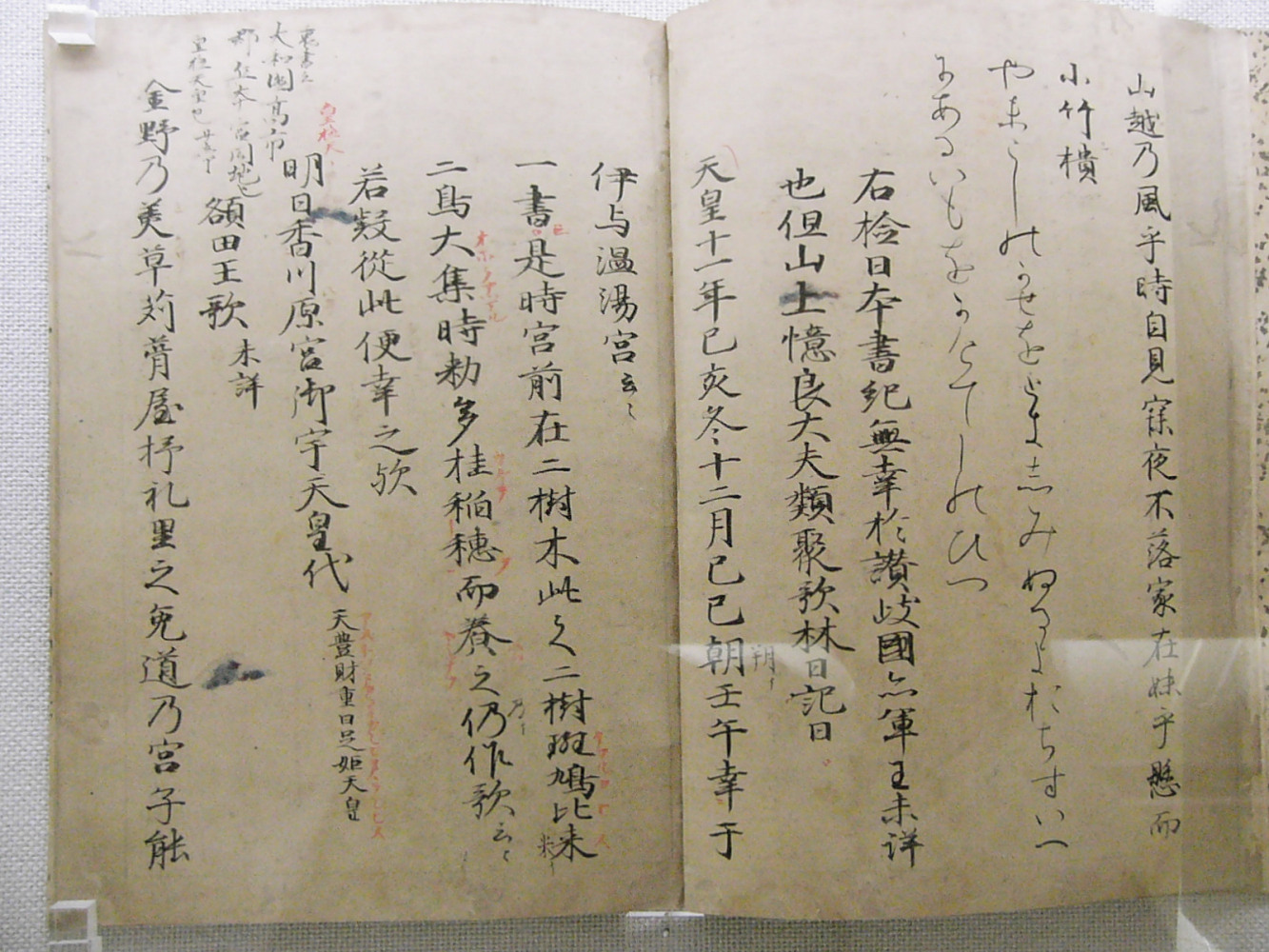

상대 일본어(일본어: 上代日本語 조다이 니혼고[*]) 또는 고대 일본어는 나라 시대 및 그 이전에 사용된 일본어이다. 7세기에서 8세기 무렵 한문과 음성기호로 작성된 시를 통해 알려져 있다. 상대 일본어에는 서부 상대 일본어와 동부 상대 일본어가 있는데, 동부 상대 일본어의 흔적은 현대 일본어 방언과 같은 일본어족인 류큐어에서 발견할 수 있으며 일본 조어와 밀접하게 연관되어 있다.
동부 상대 일본어는 야마토 정권이 있었던 일본 서부 지방의 서부 상대 일본어에 비해 상대 일본어를 연구하는 데 있어서 중요도가 떨어진다고 생각되어 왔다. 그러나 2007년 언어학자 알렉산더 보빈의 연구를 통해 동부 상대 일본어 또한 일본어의 계통적 변화를 파악하는 데 필수적인 것으로 주목받기 시작했다.
상대 일본어가 어떤 언어였는지를 알기 위해서는 당시의 금석문, 목간, 쇼소인에 남아 있는 문서, 그 외에 당시 성립한 문헌의 사본을 조사하는 이외의 수단은 현재 존재하지 않는다. 그리고 문헌으로 적당하다고 여겨지는 것은 《고사기》, 《일본서기》, 《만엽집》, 그리고 각 국의 풍토기 중 필사 연대가 비교적 오래되었으며 후세에 베낌으로 인한 변화가 적은 것들이 있다. 또한 호적, 계장(計帳), 편지따위의 문서 같은 것도 있으나 그 양이 매우 적다. 그러나 에도 시대의 국학자 모토오리 노리나가 등 선구적 연구자들의 노력으로 인해 그 모습은 어느 정도 밝혀졌다.

## 자료
일본어가 기록된 가장 이른 자료는 3세기의 《위지 왜인전》인데, '卑奴母離(ヒナモリ, 히나모리) 같은 직함이나 고유명사 어휘가 보인다. 일본인이 기록한 것 중에서는 471년에 새겨진 것으로 추정되는 이나리야마 고분 철검의 문장에 '獲加多支鹵(ワカタケル, 와카타케루)' 같은 고유명사나 직함이 있다. 그러나 긴 문장이 기록된 것은 통계적으로 충분하지 않다. 《만엽집》·《고사기》·《일본서기》의 가요와 같은 운문자료가 대부분을 차지하며, 산문자료는 쇼소인의 가나 문서나 《속일본기》에 실려 있는 선명(宣命), 《연희식(延喜式)》· 《태기(台記)》에 실려 있는 축문에 그친다. 그 밖에 목간도 근래에 각지에서 발굴·자료 정리가 진행 중이며, 사무 처리용 문서·와카·메모와 같은 여러 종류도 상대 일본어의 자료에 추가되고 있다.

## 문자·표기
상대에는 히라가나와 가타카나가 없었기 때문에, 한자만을 사용해서 일본어를 표기했다. 이 때 한자의 의미를 따오는 방법과 한자의 음만을 차용하는 방법이 있었는데, 후자는 만요가나라고 불리는 용법이다. 양자는 용도에 따라 혼용되는 경우가 많으나, 만요가나로만 구성되어 있거나 변체한문(変体漢文)으로만 구성된 문장도 있다. 만요가나만을 사용한 문서에는 《고사기》·《일본서기》 등에 실려 있는 가요와, 《만엽집》의 일부, 쇼소인 가나 문서 등이 있다. 만요가나를 사용하지 않는 것에는 《호류지약사불조상기(法隆寺藥師佛造像記)》, 《고사기》의 본문 외에 《만엽집》의 '약체가(略体歌)'라고 불리는 표기가 있다. 양자를 절충한 것 중에는 조사·조동사·활용어미 등을 작게 쓴 선명체(宣命體)라는 표기도 있다.
만요가나만을 사용한 1자1음 방식의 예
- 安良多末能 等之由伎我敝理 波流多々婆 末豆我夜度尓 宇具比須波奈家

あらたまの としゆきがへり はるたたば まづわがやどに うぐひすはなけ
새로운 해가, 다시 돌아오고서, 입춘이 되면, 우선 내집 뜰앞에, 휘파람새 울어라.
약체가의 예
- 恋為 死為物 有者 我身千遍 死反

こひするに しにするものに あらませば わがみはちたび しにかへらまし
선명서의 예.
괄호 안에 있는 가나는 생략된 오쿠리가나이다.
- 日嗣止定賜弊流皇太子爾授賜久止宣

日嗣と定(め)賜へる皇太子に授(け)賜(は)くと宣(る)
만요가나의 사용법에는 음독을 사용한 음가나(音仮名)와 훈가나를 사용한 훈가나(訓仮名)가 있으며, 전자가 더 이른 시기에, 후자가 더 늦게 성립되었다. 1음 1자뿐만 아니라 '兼(けむ)'·'越(おと)'·'金鶴(かね・つる)'처럼 한자 한 글자로 일본어의 2음절 이상을 나타낸 것도 있다. 또한 '金風'를 あきかぜ라고 읽는 특수한 읽기나 '十六'를 'しし' (し=4, 16 = 4×4), '山上復有山'를 'いで' (山 위에 다시 山이 있으므로 出 = いで)라고 읽는 언어유희적인 표기도 있다.

## 음성·음운
만요가나를 분석한 결과, イ단의 キ・ヒ・ミ, エ단의 ケ・へ・メ, オ단의 コ・ソ・ト・ノ(・モ)・ヨ・ロ 및 대립되는 탁음이 있을 경우 그 탁음을 포함하여, 각각의 음을 표기하는 가나가 두 종류로 나뉘어 있다는 것이 알려져 있으며, 이를 상대 특수 가나 표기법이라고 한다. 또한 이를 통해 i·e·o라는 모음이 각각 두 종류로 나뉘어 있었을 것이라고 하는 이른 바 '8모음설'이 널리 받아들여지고 있으나, 다른 설도 있다. 또한 ア행의 エ와 ヤ行의 エ에 구별이 있으며, ワ행의 ヰ・ヱ・ヲ와 ア行의 イ・エ・オ도 구별이 있었다.
자음 중에서는 특히 サ행과 ハ행의 음가가 현재와 상당히 달랐을 가능성이 높다. 예를 들면 ハ행의 자음은 나라 시대에는 ɸ으로, 더 거슬러 올라가면 p였을 것이라고 여겨진다. (나라 시대까지는 p이었고 헤이안 시대부터 ɸ이었을 것이라는 설도 있다.) 또한 サ행은 현재와 달리 마찰음이 아닌 파찰음이었을 것으로 추정되며, 반대로 タ행과 ダ행의 チ・ツ・ヂ・ヅ의 자음도 현재의 파찰음이 아닌 t과 d였다.
음운표
|      | ア단 | イ단    | イ단     | ウ단 | エ단    | エ단     | オ단    | オ단     |
| ア행 | ア   | イ      | イ       | ウ   | エ      | エ       | オ      | オ       |
| カ행 | カ   | キ갑 ki | キ을 kiː | ク   | ケ갑 ke | ケ을 keː | コ갑 ko | コ을 koː |
| ガ행 | ガ   | ギ갑 ɡi | ギ을 ɡiː | グ   | ゲ갑 ɡe | ゲ을 ɡeː | ゴ갑 ɡo | ゴ을 ɡoː |
| サ행 | サ   | シ      | シ       | ス   | セ      | セ       | ソ갑 so | ソ을 soː |
| ザ행 | ザ   | ジ      | ジ       | ズ   | ゼ      | ゼ       | ゾ갑 zo | ゾ을 zoː |
| タ행 | タ   | チ      | チ       | ツ   | テ      | テ       | ト갑 to | ト을 toː |
| ダ행 | ダ   | ヂ      | ヂ       | ヅ   | デ      | デ       | ド갑 do | ド을 doː |
| ナ행 | ナ   | ニ      | ニ       | ヌ   | ネ      | ネ       | ノ갑 no | ノ을 noː |
| ハ행 | ハ   | ヒ갑 pi | ヒ을 piː | フ   | ヘ갑 pe | ヘ을 peː | ホ      | ホ       |
| バ행 | バ   | ビ갑 bi | ビ을 biː | ブ   | ベ갑 be | ベ을 beː | ボ      | ボ       |
| マ행 | マ   | ミ갑 mi | ミ을 miː | ム   | メ갑 me | メ을 meː | モ갑 mo | モ을 moː |
| ヤ   | ヤ   |         |          | ユ   | エ      | エ       | ヨ갑 jo | ヨ을 joː |
| ラ행 | ラ   | リ      | リ       | ル   | レ      | レ       | ロ갑 ɺo | ロ을 ɺoː |
| ワ행 | ワ   | ヰ      | ヰ       |      | ヱ      | ヱ       | ヲ      | ヲ       |

상고 시대는 한자음의 영향을 받아 음편(音便)이라고 불리는 일련의 음운변화가 생기기 전의 시대이며, ン(발음, 撥音)과 ッ(촉음, 促音)은 존재하지 않고, 요음(イ단 음에 ャ・ュ・ョ가 붙은 형태로 표기되는 음)이나 모음의 연속도 존재하지 않았다. 이 시대 이후의 일본어에서 보이는 이중모음은 한자음과 외래어 같이 고유어가 아닌 것, 고유어 중에서도 복합어인 것을 제외하면를 제외하면 대체로 음편이나 순음퇴화(ハ행전호와 ワ행 음의 약화)에 의한 것이며, 어느쪽이든 후대 음운의 변천·변동에 따른 이차적인 것이다. 다만 상대 특수 가나 표기법의 해석에 따라서는 후세와는 다른 종류의 요음이나 모음의 연속을 상정할 수도 있다.
또한 한자음이나 외래어를 제외하면 탁음과 ラ행 음은 어두에 등장할 수 없었다고 여겨진다. 현대 일본어에서도 고유어의 어두에 탁음이 오는 경우는 본래 있던 어두모음이 탈락한 결과 탁음이 들어나게 된 경우와 같이 매우 제한적이고, 마찬가지로 ラ행 음으로 시작하는 어휘는 의태어나 의성어, 조사와 조동사를 제외하면 지금도 거의 존재하지 않는다. 특히 자음 /r/이 어두에 오지 않는다는 특징은 한국어에서도 똑같이 나타나는 현상이기 때문에, 이는 일본어와 한국어가 알타이어족으로 묶이는 근거로 제시되기도 한다.

## 문법
동사 활용의 종류는 거의 중고 일본어와 같으나, 중고 일본어에서 하1단활용에 속했던 '蹴る'(차다)의 'け-'는 상대에는 'くゑ-'여서 하2단활용에 속하였다. 형용사 미연형에는 'け'가 있으며, 이연형은 'けれ'·'しけれ' 외에 'け'와 'しけ'도 있었다.

### 동사의 활용
| 동사의 활용 분류 | 미연형     | 연용형     | 종지형        | 연체형        | 이연형        | 명령형               |
| ---------------- | ---------- | ---------- | ------------- | ------------- | ------------- | -------------------- |
| 4단활용          | –か (-a)   | –き갑 (-i) | –く (-u)      | –く (-u)      | –け을 (-ë)    | –け갑 (-e)           |
| 상1단활용        | –き갑 (-)  | –き갑 (-)  | –き갑る (-ru) | –き갑る (-ru) | –き갑れ (-re) | –き갑(よ을) (-[yö])  |
| 상2단활용        | –き을 (-ï) | –き을 (-ï) | –く (-u)      | –くる (-uru)  | –くれ (-ure)  | –き을(よ을) (-ï[yö]) |
| 하2단활용        | –け을 (-ë) | –け을 (-ë) | –く (-u)      | –くる (-uru)  | –くれ (-ure)  | –け을(よ을) (-ë[yö]) |
| カ행변격활용     | –こ을 (-ö) | –き갑 (-i) | –く (-u)      | –くる (-uru)  | –くれ (-ure)  | –こ을 (-ö)           |
| サ행변격활용     | –せ (-e)   | –し (-i)   | –す (-u)      | –する (-uru)  | –すれ (-ure)  | –せ(よ을) (-e[yö])   |
| ナ행변격활용     | –な (-a)   | –に (-i)   | –ぬ (-u)      | –ぬる (-uru)  | –ぬれ (-ure)  | –ね (-e)             |
| ラ행변격활용     | –ら (-a)   | –り (-i)   | –り (-i)      | –る (-u)      | –れ (-e)      | –れ (-e)             |

### 형용사의 활용
이른 바 'カリ' 활용은 이 시대에도 있으나, 축약하지 않은 'くあら-'·'くあり'·'くある' 등의 형태도 보인다.
| 형용사의 활용 분류 | 미연형          | 연용형        | 종지형    | 연체형          | 이연형              | 명령형 |
| ------------------ | --------------- | ------------- | --------- | --------------- | ------------------- | ------ |
| ク활용             | –け갑 (-ke)     | –く (-ku)     | –し (-si) | –き갑 (-ki)     | –け갑 (-ke)         |        |
| ク활용             | –け갑 (-ke)     | –く (-ku)     | –し (-si) | –き갑 (-ki)     | –け갑れ (-kere)     |        |
| シク활용           | –しけ갑 (-sike) | –しく (-siku) | –し (-si) | –しき갑 (-siki) | –しけ갑 (-sike)     |        |
| シク활용           | –しけ갑 (-sike) | –しく (-siku) | –し (-si) | –しき갑 (-siki) | –しけ갑れ (-sikere) |        |

그밖에 상대 일본어는 다음과 같은 특징을 지녔다.
- '曰く'(말하기를, 가라사대)와 같은 'ク어법'이 활용어를 명사화하는 어법으로 널리 쓰였다. (예: 語らく, 惜しけくもなし, 散らまく惜しみ) 또한 '山(を)高み'(산이 높아서)와 같이 형용사 어간 '高'에 'み'를 붙이는 'ミ어법'이 후대보다 널리 쓰였다.
- 형용사의 어간이 후대보다 더 널리 쓰여, '白玉' 같은 예 말고도 'うまし国'와 같이 シク활용에서도 명사를 수식하거나, '太知り'·'高行く'와 같이 용언을 수식하거나, '遠のみかど'와 같이 연체격 조사를 동반하기도 하였다. (굵은 글씨는 형용사 어간)
- 조사 'より'와 조동사 'る・らる'는 이 밖에도 각각 'ゆ・ゆり・よ', 'ゆ・らゆ'의 형태도 존재했다.
- '或いは'(혹은)의 'い'는 이 시대에 용법의 범위가 넓으며(예: 毛無の若子い笛吹き上る), 부조사・간고조사・주격조사 등의 설이 있다.
- 간접전달・추정의 의미를 나타내는 'なり'는 ラ행변격활용의 활용어 뒤에 이어질 때, 중고 시대 이후에는 'る' 즉 연태형 뒤에 이어졌지만 상대에는 'り' 뒤에 이어진다(예: さやぎてありなり).
- 조동사 'めり'는 확실한 예가 아직 나타나지 않는다. 한편 종지형 뒤에 이어지는 'みゆ'(예: ともしあへりみゆ)가 조동사처럼 있었다.
- '語らふ'의 'ふ'는 후세보다 용법의 범위가 넓으며(예: 守らひ), 계속・반복의 의미를 나타내는 조동사였다.
- 존속의 조동사 'り'는 サ행변격활용의 'せ', 4단활용의 エ단 뒤에 이어지는 것 외에, '着る'나 '来る' 뒤에 이어지는 'けり・ける'의 예도 있다. 또한 이들 エ단 음은 이연형이 아니라 명령형과 같다. 이는 상대 특수 가나 표기법에서 カ・ハ・マ행의 エ단 음이 두 종류 있으며, 갑류가 명령형, 을류가 이연형으로 나뉘어 있다는 것에서 알 수 있다.

## 방언·어휘
당시에 표준어로 취급되었을 것이라고 추정되는 주오(中央) 방언 외에 《만엽집》의 '아즈마우타'(東歌, 동국의 노래)에 보이는 간토 방언이 있으며, 만요가나의 사용이 주오 지방의 노래와는 다른 것이 있다. 또한 엣추국의 국사로 부임한 오토모노 야카모치(일본어: 大伴家持)가 《만엽집》 제17권에 그 지방의 토속어로 동풍(東風)을 'あゆのかぜ'라고 말한다는 주석을 달았다.

## 참고 자료
- Pellard, Thomas (2008년 1월 1일). “Proto-Japonic *e and *o inEasternOldJapanese”. 《Cahiers de Linguistique Asie Orientale》 37 (2). doi:10.1163/1960602808X00055.
- 築島裕『国語学』東京大学出版会, 1964년
- 大野晋「音韻の変遷 (1)」『岩波講座日本語5音韻』岩波書店, 1977년
- 白藤禮幸「古代の文法Ⅰ」『講座国語史4文法』大修館書店, 1982년
- 沖森卓也編『日本語史』桜楓社(현 おうふう), 1989년
- 月本雅幸「奈良時代」『日本語の歴史』山口明穂와 공저, 東京大学出版会, 1997년
- 杉浦克己「奈良時代の日本語 音韻・語彙・文体」「奈良時代の日本語 文法」『新訂日本語の歴史』近藤泰弘등과 공저, 本放送出版協会, 2005년

## 같이 보기
- 상대 특수 가나 표기법
- 역사적 가나 표기법
- 만요가나